# Christoph Cluse
Christoph Cluse (Erle, 1964) és un medievalista alemany.

## Biografia
Estudià Història i Filologia Anglesa a les universitats de Heidelberg, Trèveris i Leeds. El 1998 es doctorà per la Universitat de Trier amb una tesi sobre els jueus als Països Baixos a l'edat mitjana. Des del 1997 és director general, o referent de la direcció general, de l'Institut d'Història dels Jueus Arye Maimon, amb una interrupció entre el 2003 i el 2007. Durant aquest període fou acadèmic postdoctoral al Col·legi de Graduats 846 «Esclavitud — Servitud i Treball Forçat» de la Universitat de Trèveris i associat de recerca del projecte de la Deutsche Forschungsgemeinschaft «Recerca sobre la Història Social de l'Esclavitud a la Mediterrània en l'Edat Mitjana». Entre el 2007 i el 2009, impulsà el projecte de recerca Slavery in the Later Medieval Mediterranean ('Esclavitud a la Mediterrània en la baixa edat mitjana') juntament amb Reuven Amitai, de la Universitat Hebrea de Jerusalem, publicat en forma de llibre el 2017.
És coeditor de les col·leccions «Cultural Encounters in Late Antiquity and the Middle Ages» (Brepols), «Forschungen zur Geschichte der Juden» (Hahnsche Buchhandlung) i «Studien und Texte», de l'Institut Arye Maimon (Kliomedia). És membre de la junta i tresorer de la Gesellschaft zur Erforschung der Geschichte der Juden (GEGJ).
Els seus interessos acadèmics són la història dels jueus en l'edat mitjana, la història temàtica dels estereotips antisemites, els sermons com a fonts per a la història medieval i l'esclavitud a l'alta i baixa edat mitjana, especialment a les ciutats del nord i el centre d'Itàlia. Actualment es dedica a un projecte de llibre sobre l'aritmètica en l'edat mitjana utilitzant com a exemple el problema de l'interès compost.